# William David Ross
Sir William David Ross, född 5 april 1877, död 5 maj 1971, känd som David Ross men vanligtvis citerad som WD Ross, var en skotsk filosof, översättare och veteran från första världskriget.
Ross mest kända verk är The Right and the Good (1930), där han utvecklade en pluralistisk, deontologisk form av intuitionistisk etik som svar på GE Moores konsekventialistiska form av intuitionism. Ross har också redigerat och översatt ett antal av Aristoteles verk, såsom hans 12-volymsöversättning av Aristoteles tillsammans med John Alexander Smith, och skrev om annan grekisk filosofi.

## Biografi
Ross föddes i Thurso i Caithness i norra Skottland som son till John Ross (1835–1905).
David Ross tillbringade större delen av sina första sex år som barn i södra Indien. Han utbildades vid Royal High School i Edinburgh och University of Edinburgh. 1895 avlade han en förstklassig mastersexamen i humaniora. Han avslutade sina studier vid Balliol College i Oxford, med en dubbelexamen i filosofi och antik historia/litteratur 1898 och 1900. Han utnämndes till Fellow vid Merton College 1900, en position han innehade fram till 1945; och erhöll ett tutorialstipendium vid Oriel College i oktober 1902.
Vid första världskriget gick Ross med i armén 1915. Vid tidpunkten för vapenstilleståndet var han major och  biträdande sekreterare i ammunitionsministeriet. Han utsågs till officer av det brittiska imperiets orden 1918 som ett erkännande för sina krigstida insatser. För sina insatser i olika offentliga organ efter kriget utnämndes han till riddarbefälhavare av det brittiska imperiets orden 1938.
Ross innehade "White's Professorship of Moral Philosophy" (1923–1928), var provost vid Oriel College i Oxford (1929–1947), rektor vid University of Oxford från 1941 till 1944 och prorektor (1944–1947). Han var president för Aristotelian Society från 1939 till 1940. Han valdes till stipendiat i British Academy och var dess president 1936–1940 En av de många statliga kommittéer som han tjänstgjorde i var Civil Service Tribunal, i vilken han var ordförande. År 1947 utsågs han till ordförande för den första kungliga presskommissionen, valdes till hedersfellow vid Trinity College Dublin, och valdes till internationell medlem av American Philosophical Society. Han valdes in i American Academy of Arts and Sciences 1950.

## Familj

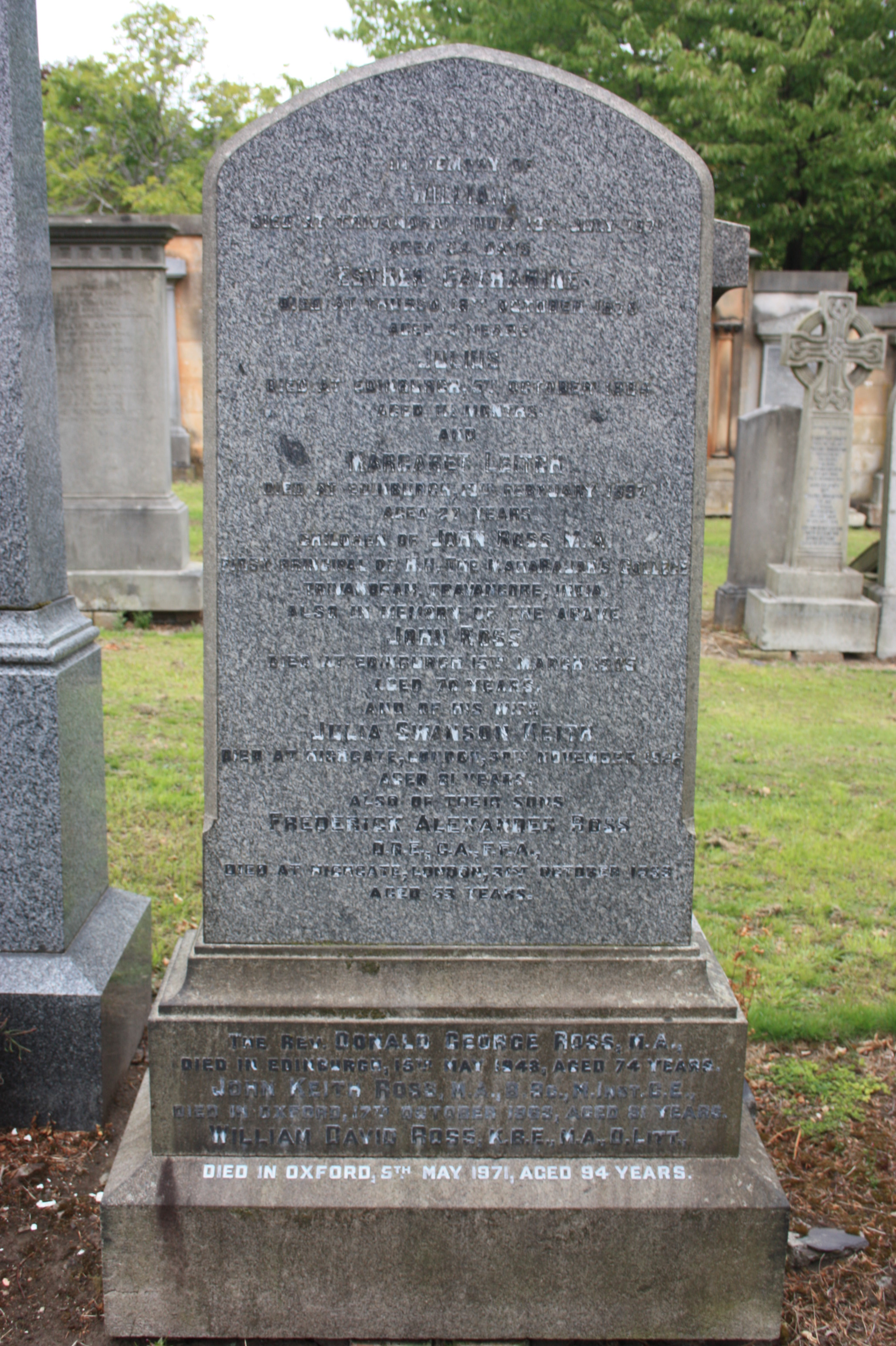
Ross familjegrav, Grange Cemetery

David Ross yngre bror var pastor Donald George Ross (1879–1943), David Ross var även kusin till Berriedale Keith.
David Ross gifte sig med Edith Ogden 1906 och de fick fyra döttrar, Margaret (som gifte sig med Robin Harrison ), Eleanor, Rosalind (som gifte sig med John Miller Martin ) och Katharine samt Edith som dog 1953.
William David Ross dog i Oxford den 5 maj 1971 och ligger begraven i sina föräldrars grav på Grange Cemetery i Edinburgh.

## Ross etiska teori
WD Ross var en moralisk realist, en icke-naturalist och en intuitionist. Han hävdade att det finns moraliska sanningar.
Enligt Ross är påståendet att något är bra sant endast om den åsyftade saken verkligen är bra. Ross höll också med GE Moore om att varje försök att definiera etiska påståenden enbart i termer av påståenden om den naturliga världen begår den naturalistiska misstaget. Han menar vidare att termerna "rätt" och "bra" är odefinierbara. Det betyder inte bara att de inte kan definieras i termer av naturliga egenskaper utan också att det inte är möjligt att definiera den ena utifrån den andra.
Ross accepterade dock inte Moores konsekvensetik. Enligt konsekventialistiska teorier bestäms vad människor bör göra endast utifrån värdet av handlingens konsekvenser. Ross å sin sida menade att nyttomaximering endast är en av flera prima facie-skyldigheter som spelar en roll för att bestämma vad en person borde göra i ett givet fall.

### Skyldigheter
I The Right and the Good listar Ross sju prima facie-skyldigheter som, utan att vara uttömmande, han menade spelade roll för vad vi borde göra i varje givet situation. Dessa är: trohet; gottgörelse; tacksamhet; rättvisa; välgörenhet; icke-ondska; och självförbättring. I varje given situation kan valfritt antal av dessa prima facie-plikter gälla. När det gäller etiska dilemman kan de till och med motsäga varandra.
Det har hävdats att Ross egentligen avsåg "pro tanto" snarare än "prima facie". 

### Kritik och inflytande
En återkommande kritik mot Ross etiska teorier är att de är osystematiska och därför ofta misslyckas med att ge tillfredsställande tydliga svar på moraliska frågor. En annan är att etisk intuitioner inte är en tillförlitlig grund då intuitioner är felbara, kan variera från individ till individ och ofta är rotade i vårt evolutionära förflutna på sätt som borde göra oss misstänksamma mot deras förmåga att spåra moralisk sanning.

## Utvalda verk
- 1908: Nicomachean Ethics. Översatt av WD Ross. Oxford: Clarendon Press.
- 1923: Aristoteles
- 1924: Aristoteles metafysik
- 1927: 'The Basis of Objective Judgments in Ethics'. International Journal of Ethics, 37:113–127.
- 1930: The Right and the Good
- 1939: Foundations of Ethics
- 1949: Aristoteles' Prior and Postterior Analytics
- 1951: Plato's Theory of Ideas
- 1954: Kant's Ethical Theory: A Commentary on the Grundlegung zur Metaphysik der Sitten, Oxford: Oxford University Press.